# Zvjezdane staze 13: S one strane
Zvjezdane staze: S one strane (eng. Star Trek: Beyond) ime je 13. filma iz istoimenog znanstveno-fantastičnog serijala, snimljenog 2016. godine, u režiji Justina Lina.

## Radnja
Posada najmodernijeg svemirskog broda ikad sagrađenog – USS Enterprise pristaje nakon tri od pet godina petogodišnje misije na novu, supermodernu svemirsku postaju Yorktown, negdje daleko u svemiru. Kapetan Kirk je pomalo umoran od putovanja svemirom, jer uloga mirotvorca na planetu inteligentnih guštera kaninoida (stvorenja s kožom odnosno oklopom guštera, a građom i ponašanjem više pasa nego guštera) nije nešto posebno zanimljivo, nego liči na smirivanje gomile paranoične djece koja grizu, a imaju oštre, pseće zube. Podnio je molbu da preuzme upravljanje svemirskom postajom Yorktown u rangu viceadmirala, te je istovremeno predložio za novog kapetana svojeg prijatelja, Vulkanca Spocka.
Prije odlučivanja o molbi, kapetan Kirk dobiva zadatak ispitati što se događa u nedalekoj zvjezdanoj maglici. Na početku filma prikazuje se također odnos raznih neimenovanih članova posade, te posebno lijepe Uhure i Spocka, simboliziran u poklonjenoj ogrlici koju Uhura želi vratiti, a Spock to ne prihvaća, jer to nije u skladu s vulkanskim običajima.
Enterprise prolazi kroz polje asteroida neoštećen i prilazi Altamidu, planetu klase M (sličan Zemlji), kad ga napada nezaustavljiv val izvanzemaljaca koji komadaju Enterprise, ostavljajući posadu nasukanu na planetu gdje se sukobljavaju s novim nemilosrdnim neprijateljima.
Do kraja filma gine velik broj članova posade Enterprisa, u opasnost dolazi cijela svemirska postaja Yorktown, Uhura iskazuje što osjeća za Spocka i on za nju ne riječima, nego djelima – oboje riskiraju svoje živote kako bi spasili jedno drugo. Uhura pogledava Spocka zaljubljeno igrajući se s ogrlicom. Naravno, Kirk zaključuje da bi mu bilo dosadno biti administrator svemirske postaje, pa se naslućuju nove avanture novog Enterprisea uz odjavnu špicu "to boldly go where no one has gone before".

## Glavni likovi
- James T. Kirk - Chris Pine
- Spock - Zachary Quinto
- Doktor Leonard McCoy, Bones - Karl Urban
- Nyota Uhura - Zoe Saldana
- Hikaru Sulu - John Cho
- Pavel Chekov - Anton Yelchin
- Montgomery Scott - Simon Pegg

## Kritike
Hrvatske kritike nisu previše zvjezdane, u Slobodnoj Dalmaciji film je dobio 3 i pol zvjezdice uz rečenice poput: "Zapravo, Lin je samo priveo "logičnom" kraju ono što se s pomlađenim Zvjezdanim stazama željelo postići – ljetni blockbusterski serijal, konkurentan akcijskim/superjunacima i sličnim bučnim hitovima." te "Enterprise, i potom Franklin, Lin tretira kao nabrijani automobil u Brzima i žestokima – kamera je stacionirana na letjelici dok polijeće u svemir, diveći se njezinoj putanji i ratovanju s Krallovim rojnim brodovima. Linova vizija svemira je uključila potisnike mašte, vizualno je kreativna, ponekad i ekstraordinarna, svakako više od Abramsove u zadnjim Star Warsima." – čime se želi reći da je film vizualno impresivan i sigurno interesantan publici koja uživa u filmovima tipa Superman protiv Batmana. 
Kritika Davorina Horaka je bila oštrija, naslov joj je "Zvjezdane staze: S one strane (nema ničega)".
Strane kritike su od nešto do puno bolje, na stranicama Rotten Tomatoes film je skupio 83 % pozitivnih kritika, s ocjenom 6,9 od 10, Metacritic je filmu dao ocjenu 68 od 100.

## Vanjske poveznice
- Službena stranica filma
- https://www.youtube.com/watch?v=QK4rDWUpv0k - hrvatska najava za film (foršpan)
- https://www.youtube.com/watch?v=Ekdtl_g3-Kw - druga hrvatska najava za film
- Zvjezdane staze: S one strane na Rotten Tomatoes
- Zvjezdane staze: S one strane na Box Office Mojo